# پرپرک
پرپرک (به بلغاری: Perperek) یک منطقهٔ مسکونی در بلغارستان است که در شهرستان کاردژالی واقع شده‌است.